# Halocaridina
Halocaridina là một chi tôm trong họ Atyidae. Chi này bao gồm 2 loài – Halocaridina rubra và Halocaridina palahemo – cả hai đều là loài đặc hữu của Hawaii.  H. rubra được nuôi rộng rãi trong bể cá cảnh.